# فرخنده رخ‌آتشی
فرخنده رخ‌آتشی (نام علمی: Tangara parzudakii) یک گونه از پرنده در  خانواده فرخندگان بومی آمریکای جنوبی است که در شرق آند کلمبیا ، اکوادور ، پرو و ونزوئلا یافت می‌شود. زیستگاه طبیعی آن جنگل‌های کوهستانی نمناک نیمه‌گرمسیری یا گرمسیری است. این گونه متمایز، با روتنه سیاه و سبز اوپالی، زیرتنه سبز اوپالی و نخودی و چهره زرد و قرمز عمیق است. زیرگونه lunigera بدون رنگ قرمز عمیق در صورت است که با قرمز مایل به نارنجی جایگزین شده است.